# Encina de San Silvestre
Encina de San Silvestre és un municipi de la província de Salamanca a la comunitat autònoma de Castella i Lleó. Limita al Nord amb Villaseco de los Gamitos, a l'Est amb Doñinos de Ledesma, al Sud amb Sando i Santa María de Sando i a l'Oes amb Villasdardo.

## Demografia
| 1991 | 1996 | 2001 | 2004 |
| ---- | ---- | ---- | ---- |
| 124  | 128  | 122  | 124  |

## Personatges il·lustres
- Juan del Enzina